# Präsidentenwahl in der Republik China (Taiwan) 2020
Die Präsidentenwahl in der Republik China (Taiwan) 2020 fand am 11. Januar statt. Am selben Tag erfolgte auch die Wahl des Legislativ-Yuans. Es handelte sich um die sechste Präsidentenwahl in der Republik China (Taiwan) seit Einführung der Direktwahl des Präsidenten im Jahr 1994. Die Wahl wurde von der Amtsinhaberin Tsai Ing-wen gewonnen, die 57,13 % der Stimmen erhielt.

## Entwicklungen seit der letzten Wahl
Die letzte Wahl des Präsidenten und des Legislativ-Yuans fand am 16. Januar 2016 statt. Diese Wahl markierte eine politische Zeitenwende, da erstmals die Demokratische Fortschrittspartei (DPP) sowohl die Mehrheit der Mandate im Legislativ-Yuan erringen, als auch das Präsidentenamt besetzen konnte. Die DPP-Vorsitzende Tsai Ing-wen wurde zur Präsidentin gewählt. Schon in den Jahren 2000 bis 2008 hatte die DPP mit Chen Shui-bian für zwei Amtsperioden das Präsidentenamt besetzt, jedoch sah sich Präsident Chen damals über die ganze Amtsdauer einer parlamentarischen Mehrheit der oppositionellen Kuomintang gegenüber, die seine politischen Vorhaben zu blockieren suchte.
Nach den Wahlen 2016 war dies anders und Präsidentin Tsai konnte sich auf eine breite parlamentarische Mehrheit stützen. Die neue DPP-Regierung ging daran, das im Wahlkampf versprochene Programm zur Stärkung der Bürgerrechte umzusetzen.

### Beziehungen zur Volksrepublik China und zu den Vereinigten Staaten
Unter der neuen DPP-Regierung verschlechterte sich das Verhältnis Taiwans zur Volksrepublik China deutlich (beide Seiten unterhalten keine offiziellen diplomatischen Beziehungen zueinander). Präsidentin Tsai weigerte sich explizit, den sogenannten „Konsens von 1992“ als Basis der gemeinsamer Beziehungen anzuerkennen, da dieser nicht dem Mehrheitswillen der taiwanischen Bevölkerung entspräche. Der „Konsens von 1992“ – eine unscharf gehaltene Feststellung, nach der Taiwan und die Volksrepublik Teil „eines Chinas“ sind, zu dem beide Seiten jedoch unterschiedliche Auffassungen haben – war von Tsais Amtsvorgänger Ma Ying-jeou noch als Basis seiner Politik gegenüber der Volksrepublik China bezeichnet worden. Das deutlich erkennbare Bestreben der neuen Regierung, einen Kurs in Richtung vermehrte Unabhängigkeit Taiwans zu steuern, wurde von der Volksrepublik mit verstärkten Aktivitäten zur weiteren diplomatischen Isolierung Taiwans beantwortet. Geködert durch großzügige, millionenschwere Finanz- und Investitionszusagen wechselten einige traditionelle Alliierte Taiwans die Seiten und nahmen diplomatische Beziehungen zur Volksrepublik auf, was zum Abbruch der diplomatischen Beziehungen zu Taiwan führte. Ein besonders schwerer Schlag war der Verlust des langjährigen Alliierten Panama (2017). Es folgten Burkina Faso (2018), El Salvador (2018) und die Salomonen sowie Kiribati (2019), so dass die Zahl der Staaten, die mit der Republik China diplomatische Beziehungen unterhalten, auf 15 zusammenschrumpfte.

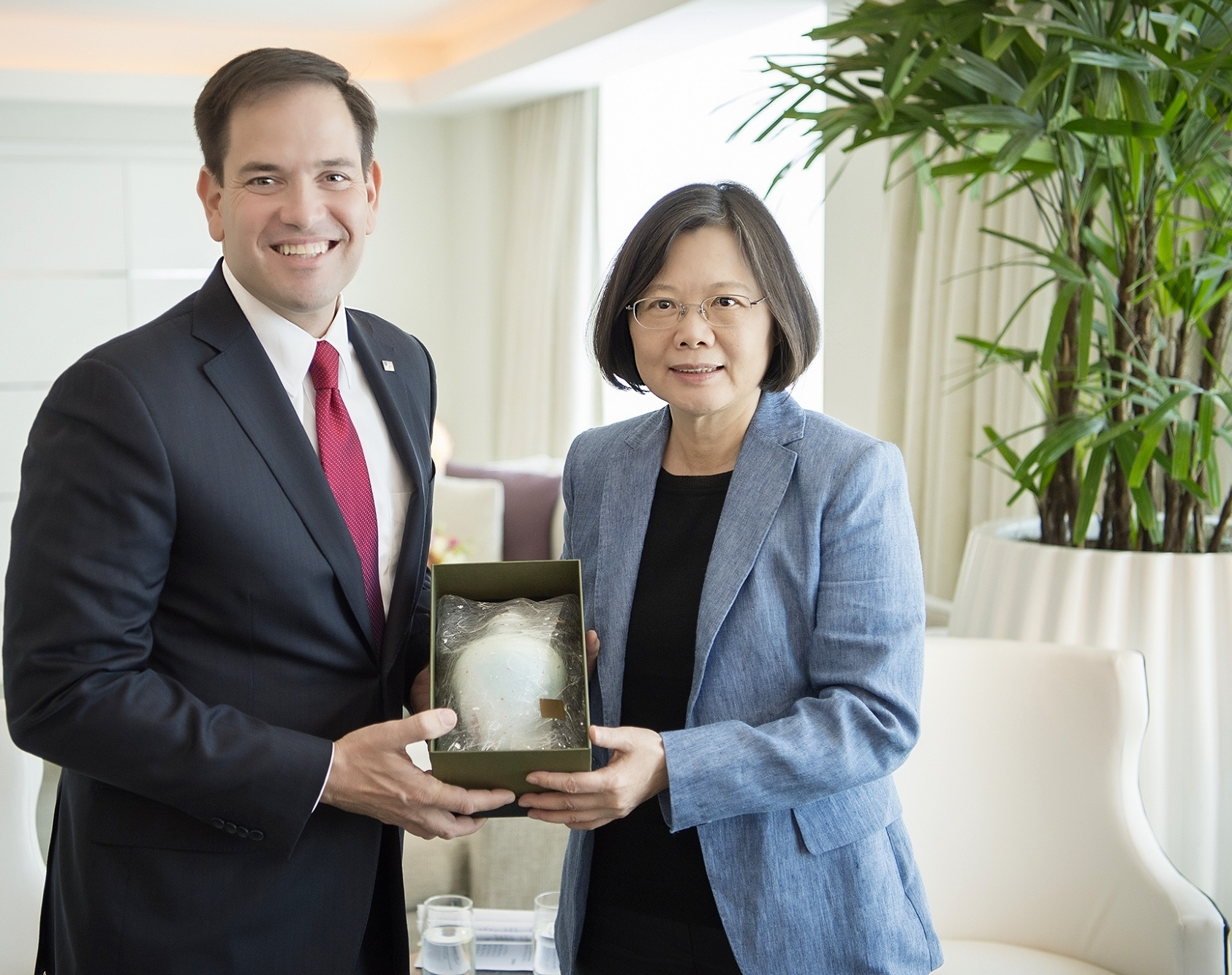
Präsidentin Tsai mit US-Senator Marco Rubio (Juni 2016)

Auf der anderen Seite profitierte Taiwan aber auch von der zunehmenden Verschlechterung der Beziehungen zwischen den Vereinigten Staaten und der Volksrepublik China, was Anfang 2018 in einen offen ausgetragenen Handelskonflikt zwischen beiden Staaten mündete. Schon 2016 hatte der frisch gewählte, aber noch nicht im Amt befindliche US-Präsident Donald Trump in einem Telefonanruf zum Ärger der Volksrepublik und zur Freude der DPP-Politiker der frisch gewählten Tsai zum Wahlsieg gratuliert und sie in einem Tweet als „Präsidentin Taiwans“ tituliert. Aufgrund der auf einen Tiefpunkt gesunkenen sino-amerikanischen Beziehungen konnte die taiwanische Regierung wichtige Rüstungsabkommen mit den USA realisieren. Am 21. August 2019 billigte Präsident Trump ein 8 Milliarden US$ schweres Abkommen, das die Lieferung von 66 neuen F-16C/D-Kampfflugzeugen vorsah. Um den Kauf der Kampfflugzeuge hatte sich Taiwan seit dem Jahr 2006 bemüht, was damals sowohl von der Bush- als auch der Obama-Regierung aus Sorge um die Beziehungen zur Volksrepublik abgelehnt worden war. Im Vormonat hatte Präsident Trump bereits den Verkauf von 108 Panzern des Typs M1A2T Abrams und Stinger-Flugabwehrraketen für insgesamt 2,2 Milliarden US$ genehmigt.

### Wirtschaft

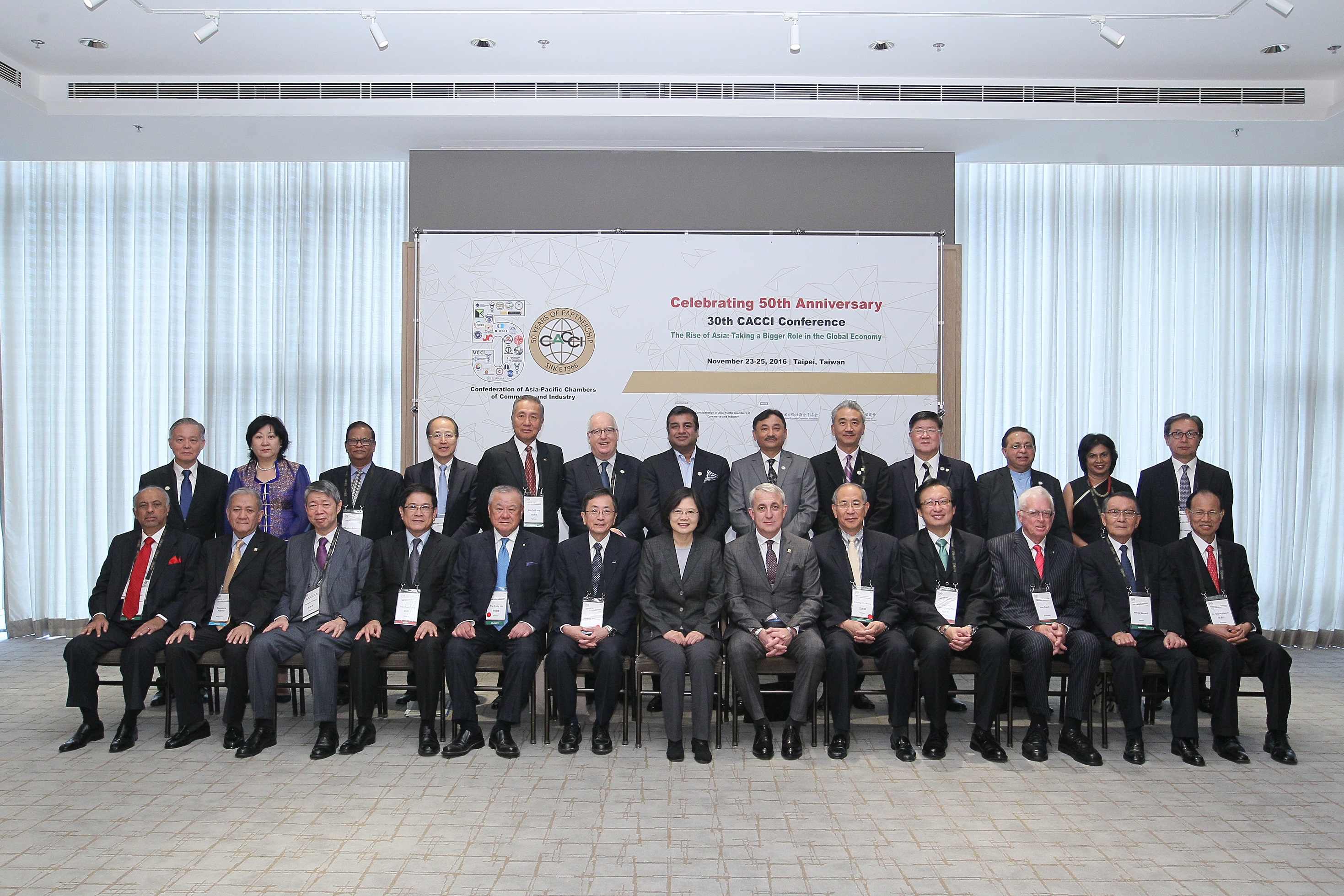
Tsai auf einem Treffen der Asiatisch-Pazifischen Handelskammer am 24. November 2016

Das durchschnittliche jährliche Wirtschaftswachstum Taiwans in den Jahren 2014 bis 2018 betrug 2,4 % (für 2019 wurden 2,46 % prognostiziert) und entsprach damit etwa dem langfristigen Trend sich allmählich abschwächender Wachstumsraten (in der 2000er Dekade 3,4 % und in den Jahren 2000 bis 2015 3,9 % jährliches Wachstum). Wichtigster Handelspartner blieb ungeachtet der politischen Spannungen die Volksrepublik China (2018: 28,8 % der Exporte, 18,8 % der Importe) mit Hongkong (2018: 12,4 % der Exporte, 0,5 % der Importe). Dabei war längerfristig ein Trend zur Abnahme der taiwanischen Investitionen in Festlandchina zu beobachten. Waren im Jahr 2010 zur Zeit der Ma-Präsidentschaft noch 84 % aller taiwanischen Auslandsinvestitionen in die Volksrepublik China und Hongkong gegangen, betrug dieser Anteil 2019 nur noch 39 %. Die Regierung unter Präsidentin Tsai hatte mit der am 5. September 2016 offiziell verkündeten Neuen Politik der Südausrichtung (新南向政策, englisch New Southbound Policy) versucht, sich aus der wirtschaftlichen Abhängigkeit von der Volksrepublik China schrittweise zu lösen, indem verstärkte wirtschaftliche und kulturelle Beziehungen zu verschiedenen Staaten Süd- und Südostasien aufgenommen wurden (offizielle diplomatische Beziehungen bestanden hier ebenfalls nicht). Die ausländischen Direktinvestitionen, der Handel, sowie die Zahl der Touristen und der Studenten an taiwanischen Universitäten aus bzw. mit diesen Ländern stieg in der Folge stark an.

## Kandidatenauswahl

### Demokratische Fortschrittspartei

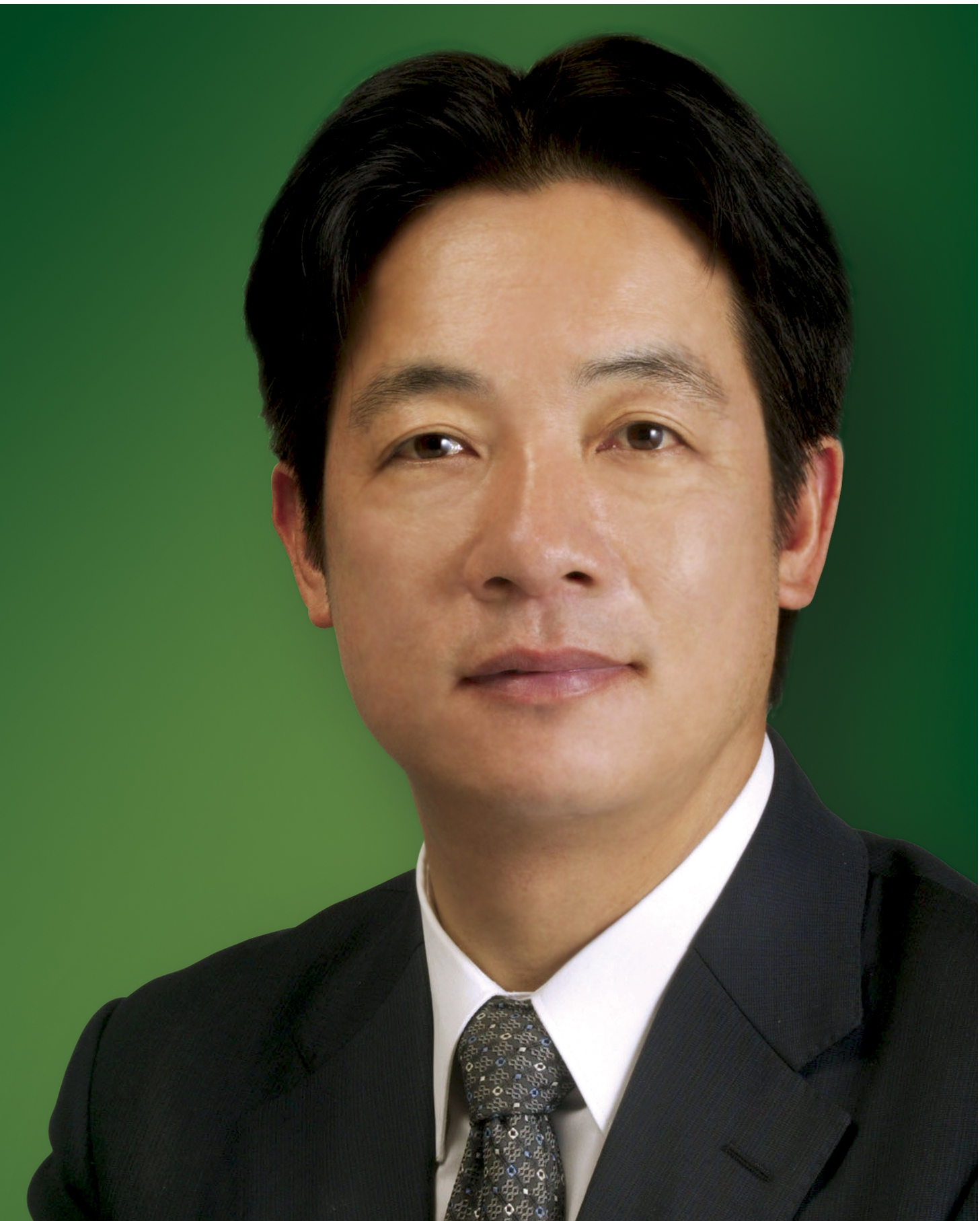
Lai Ching-te (William Lai), DPP-Kandidat für das Vizepräsidentenamt

Nachdem die regierende DDP bei den Regional- und Kommunalwahlen am 24. November 2018, bei denen die Bürgermeister der größten Städte, die Landräte der Landkreise, sowie zahlreiche Gemeindevorsteher neu gewählt wurden, eine schwere Niederlage erlitten hatte, trat Präsidentin Tsai von ihrem bisherigen Amt als DPP-Vorsitzende zurück. Politische Analysten waren sich über die Ursachen der Wahlniederlage uneins. Manche meinten darin eine Absage an den zu „konfrontativen“ Kurs gegenüber der Volksrepublik China zu sehen, was aber andere verneinten. Unzufriedenheit mit der Wirtschaftspolitik spielte wohl eine Rolle. Auf der anderen Seite waren wohl auch einige radikale pan-grüne Parteigänger unzufrieden, weil ihnen die Regierung mit Umsetzung der im Wahlkampf versprochenen Maßnahmen zu zögerlich voranschritt. Tsai schaffte es jedoch, aus dem Umfragetief, in das sie geraten war, wieder herauszukommen und wurde am 14. Juni 2019 auf dem Parteitag der DPP zur Spitzenkandidatin bei der nächsten Präsidentschaftswahl nominiert. Angesichts der andauernden Proteste in Hongkong hatte ihr ihre china-kritische Haltung erneute Sympathiepunkte eingebracht. Um die Nominierung hatte sich auch Ex-Premierminister Lai Ching-te beworben. Die Kandidatenauswahl erfolgte mittels einer landesweiten Telefonumfrage, an der sich 16.051 Personen beteiligten. Tsai erhielt 35,7 % der Stimmen und Lai 27,5 %.
Am 17. November 2019 gab Tsai bekannt, dass Lai Ching-te ihr Mitstreiter als Kandidat für das Vizepräsidentenamt sein werde.

### Kuomintang

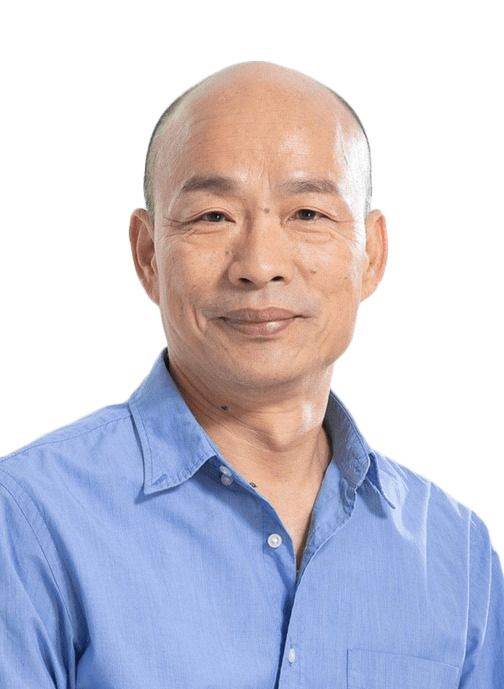
Han Kuo-yu, Bürgermeister von Kaohsiung und KMT-Spitzenkandidat

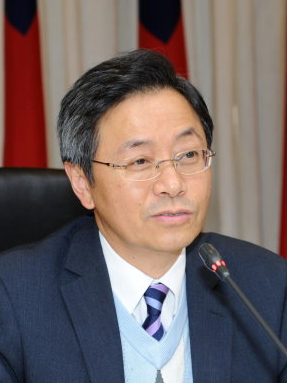
Chang San-cheng, der KMT-Kandidat für das Vizepräsidentenamt

Bei der anderen großen Partei, der Kuomintang (KMT), war zunächst unklar, wer ins Rennen gehen würde, da es mehrere Parteigrößen gab, die ihre Ambitionen deutlich machten. Eric Chu, der KMT-Spitzenkandidat bei der Wahl 2016, meldete am 26. Dezember 2018 seine Kandidatur an. Am 7. Januar 2019 folgte ihm Chang Ya-chung (張亞中), ein ehemaliger Diplomat und Politikwissenschaftler an der Nationaluniversität Taiwan, und in den folgenden Monaten der frühere Landrat des Landkreises Taipeh Chou Hsi-wei (周錫瑋), der Unternehmer und Foxconn-Gründer Terry Gou und der im November 2018 neu ins Amt gewählte Bürgermeister von Kaohsiung, Han Kuo-yu. Die Regeln für die Kandidatenauswahl wurden so geändert, dass nicht mehr wie bisher die KMT-Parteimitglieder über den Kandidaten abstimmten, sondern dass dieser in einer öffentlichen Meinungsumfrage ausgewählt wurde. Mit den Umfragen wurden fünf voneinander unabhängige Meinungsforschungsinstitute beauftragt. Am 15. Juli 2019 wurde das Ergebnis der Umfragen bekanntgegeben. Sieger der Vorwahl war Han Kuo-yu (44,8 %), mit deutlichem Abstand zu seinen Mitbewerbern Terry Gou (27,7 %), Eric Chu (17,9 %), Chou Hsi-wei (6,0 %) und Chang Ya-chung (3,5 %). Am 14. November 2019 gab Han bekannt, dass der parteilose Chang San-cheng, der im Jahr 2016 für einige Monate das Amt des Premierministers innegehabt hatte, der Kandidat für das Vizepräsidentenamt sein werde.

### Andere Parteien

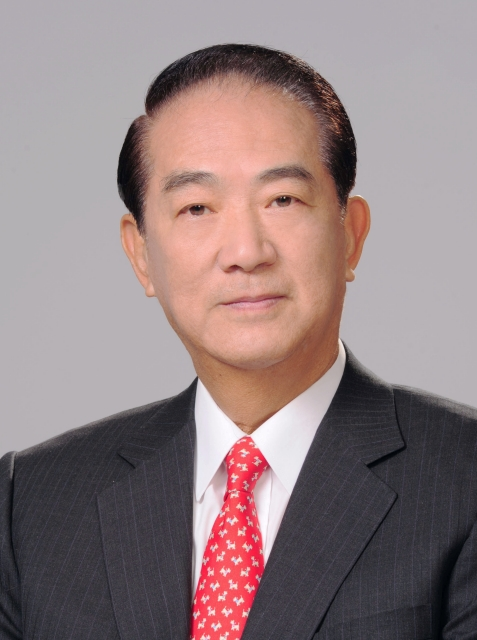
Soong Chu-yu (James Soong), Kandidat der Qinmindang

Am 13. November 2019 erklärte der 77-jährige James Soong, Parteivorsitzender der kleinen konservativen Qinmindang, dass er erneut kandidieren werde. Zu seiner Vizepräsidentenkandidatin wählte er Yu Hsiang (余湘, Sandra Yu), eine frühere Unternehmerin aus der Werbebranche. Die New Power Party (NPP) erklärte am 24. September 2019, dass sie keinen eigenen Kandidaten nominieren, sondern sich ganz auf den Stimmengewinn bei der Wahl des Legislativ-Yuans konzentrieren werde. Auch die am 20. Juli 2019 als politische Partei etablierte Formosa-Allianz, eine Vereinigung von radikalen Unabhängigkeitsbefürwortern, erklärte, keinen eigenen Kandidaten nominieren zu wollen.
Die kleine konservative Xindang („Neue Partei“) benannte am 3. Juli 2019 Yang Shih-kuang (楊世光) als ihren Präsidentschaftskandidaten. Am 1. November 2019, einen Tag vor Ablauf der Frist, erklärte Yang seinen Rückzug von der Bewerbung, nachdem er nicht das erforderliche Quorum an Unterstützerunterschriften erhalten hatte. Ko Wen-je, Parteivorsitzender der im August 2019 neu gegründeten Taiwanischen Volkspartei erklärte am 18. September 2019, dass er bei der Präsidentenwahl nicht kandidieren werde. Zuvor hatte es Spekulationen gegeben, ob er zusammen mit Terry Gou antreten wollte. Gou hatte jedoch kurz zuvor abgewunken.

## Kandidatenregistrierung
Um zur Wahl zugelassen zu werden, mussten nach der Wahlordnung im Zeitraum zwischen dem 19. September und 2. November 2019 mindestens 280.384 gültige Unterstützerunterschriften, entsprechend 1,5 % der Wahlberechtigten bei der letzten Wahl im Jahr 2016, eingesammelt werden. Außerdem mussten 1 Million NT$ (knapp 30.000 €) als Kaution hinterlegt werden. Die Kaution verfiel, wenn der betreffende Kandidat nicht mindestens die Hälfte der erforderlichen Unterschriften einsammelte. Die eigentliche Kandidatenregistrierung bei der Wahlkommission fand zwischen dem 11. und 22. November 2019 statt. Letztlich erfüllten nur die drei Kandidaten von DPP, KMT und Qinmindang die Auflagen.

## Meinungsumfragen und Wahlkampf
In den Meinungsumfragen lag Han zunächst deutlich vor Tsai. Im zeitlichen Verlauf zeigte sich jedoch ein langsamer, aber kontinuierliche Abfall seiner Popularitätskurve und parallel dazu ein entsprechender Anstieg im Zuspruch für Tsai. Dafür wurden im Wesentlichen zwei Gründe genannt. Zum einen kamen die anhaltenden Proteste in Hongkong der amtierenden Präsidentin zugute, die eine konsequent China-kritische Haltung einnahm und beispielsweise das Auslieferungsgesetz von Anfang an abgelehnt hatte. Damit entsprach sie der öffentlichen Mehrheitsmeinung. Han hatte sich dagegen noch auf dem Höhepunkt der Proteste mit Hongkongs Regierungschefin Carrie Lam und anderen hochrangigen festlandchinesischen Politikern zu Besprechungen getroffen, was in Taiwan überwiegend nicht gut ankam.
Zum anderen konnten sich einige konservative Wähler nicht so recht mit dem teilweise etwas ziellos agierenden Kandidaten Han anfreunden. Es gab Diskussionen um seinen nach und nach ans Licht kommenden Immobilienbesitz und den seiner Frau. DPP-Politiker kritisierten, dass Han sich als „einfacher Mann aus dem Volk“ präsentiere, was nicht zu seinen umfangreichen Besitzverhältnissen passe und äußerten die Vermutung, dass er seine Immobilien aufgrund politischer Beziehungen zur KMT erworben habe. In Kaohsiung unterzeichneten 300.000 Personen eine Petition zu seiner Abwahl, da er als Bürgermeister zu wenig für die Stadt aktiv gewesen sei.

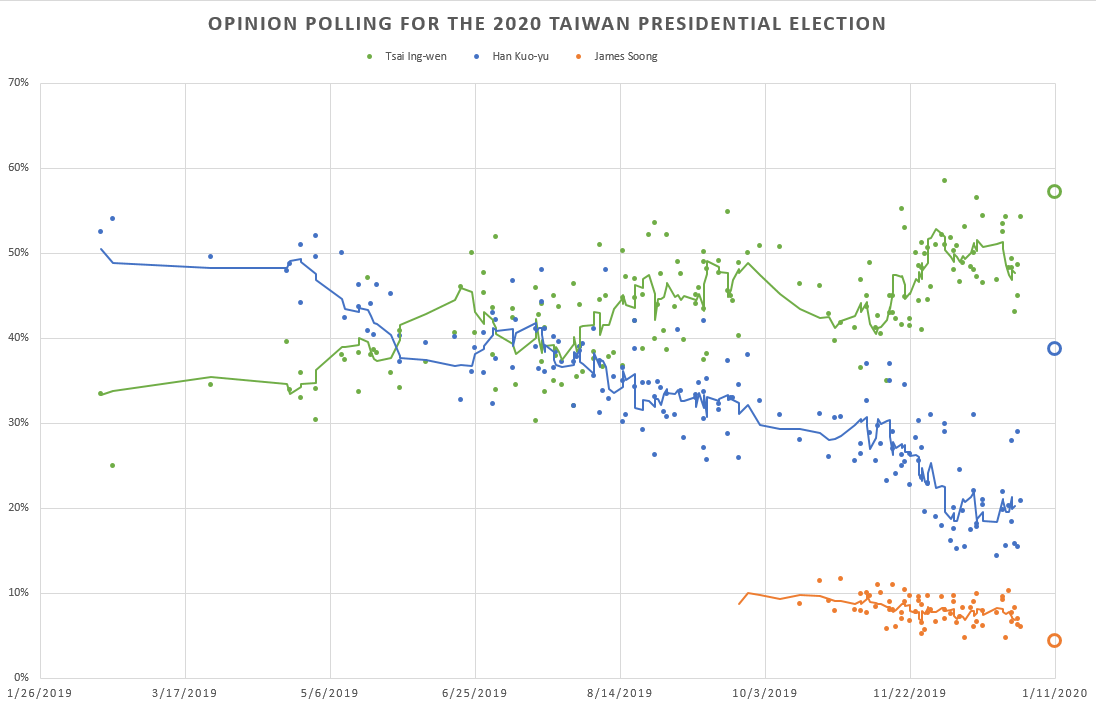
Kumulativer Umfragetrend

Vor der Wahl gab es drei im Fernsehen übertragene zentrale Wahlsendungen der drei Spitzenkandidaten Tsai, Han und Soong am 18., 25. und 27. Dezember 2019. Bei den drei Sendungen hatten die Kandidaten die Möglichkeit, ihre politischen Vorstellungen zu präsentieren und auf Journalistenfragen zu antworten. Es gab aber keine direkte Interaktionsmöglichkeit zwischen den Kandidaten untereinander. Die Hauptthemen, die in diesen Sendungen zur Sprache kamen, waren das Verhältnis zur Volksrepublik China, darunter insbesondere auch das von der Regierung Tsai vorgeschlagene „Anti-Infiltrationsgesetz“, das chinesische Einflussnahme in Taiwan unterbinden soll und von den beiden anderen Kandidaten abgelehnt wurde. Außerdem wurden Fragen der Wirtschaftskompetenz, der Energiepolitik und der möglichen Korruption angesprochen. Am 29. Dezember 2019 fand eine weitere im Fernsehen übertragene Veranstaltung statt, bei der die drei Kandidaten direkt untereinander debattieren konnten. Auch hier war wieder das Verhältnis zur Volksrepublik China das Hauptthema.

## Ergebnisse

### Landesweite Ergebnisse
Die Auszählung der Stimmen aus den 15.582 Wahllokalen war gegen 22:30 Uhr Ortszeit (= 15:30 Uhr Mitteleuropäischer Zeit) abgeschlossen.
Die Wahlbeteiligung betrug 74,9 %. Von den 19.311.105 Wahlberechtigten gaben 14.464.571 ihre Stimme ab. 14.300.940 Stimmen waren gültig und 163.631 ungültig.

Mehrheiten in den Gemeinden

| Kandidaten (Präsident und Vize) | Kandidaten (Präsident und Vize)               | Partei     | Stimmen   | Prozent |
| ------------------------------- | --------------------------------------------- | ---------- | --------- | ------- |
|                                 | Tsai Ing-wen (蔡英文), Lai Ching-te (賴清德)  | DPP        | 8.170.231 | 57,13 % |
|                                 | Han Kuo-yu (韓國瑜), Chang San-cheng (張善政) | Kuomintang | 5.522.119 | 38,61 % |
|                                 | James Soong (宋楚瑜), Yu Hsiang (余湘)        | Qinmindang | 608.590   | 4,26 %  |
| Gesamt                          | Gesamt                                        | Gesamt     |           | 100,0 % |
| Quelle: Zentrale Wahlkommission |                                               |            |           |         |

### Ergebnisse nach Stadt- und Landkreisen
Die folgende Tabelle zeigt die Ergebnisse nach Land- und Stadtkreisen.

Mehrheiten in den Städten und Landkreisen:

| Wahlbezirk                      | Registrierte Wähler | Soong • Yu | Soong • Yu | Han • Chang | Han • Chang | Tsai • Lai | Tsai • Lai | Wahl- beteiligung |
| Wahlbezirk                      | Registrierte Wähler | Stimmen    | %          | Stimmen     | %           | Stimmen    | %          | Wahl- beteiligung |
| ------------------------------- | ------------------- | ---------- | ---------- | ----------- | ----------- | ---------- | ---------- | ----------------- |
| Taipeh Stadt                    | 2.167.264           | 70.769     | 4,34 %     | 685.830     | 42,01 %     | 875.854    | 53,65 %    | 76,31 %           |
| Neu-Taipeh Stadt                | 3.321.459           | 112.620    | 4,57 %     | 959.631     | 38,91 %     | 1.393.936  | 56,52 %    | 75,09 %           |
| Keelung Stadt                   | 311.801             | 11.878     | 5,25 %     | 99.360      | 43,93 %     | 114.966    | 50,82 %    | 73,34 %           |
| Landkreis Yilan                 | 375.608             | 10.739     | 3,91 %     | 90.010      | 32,80 %     | 173.657    | 63,28 %    | 73,86 %           |
| Taoyuan Stadt                   | 1.780.755           | 63.132     | 4,82 %     | 529.749     | 40,40 %     | 718.260    | 54,78 %    | 74,42 %           |
| Landkreis Hsinchu               | 438.049             | 18.435     | 5,67 %     | 154.224     | 47,45 %     | 152.380    | 46,88 %    | 75,11 %           |
| Hsinchu Stadt                   | 345.345             | 14.103     | 5,40 %     | 102.725     | 39,34 %     | 144.274    | 55,26 %    | 76,60 %           |
| Landkreis Miaoli                | 447.422             | 15.222     | 4,66 %     | 164.345     | 50,32 %     | 147.034    | 45,02 %    | 73,80 %           |
| Taichung Stadt                  | 2.251.064           | 84.800     | 4,99 %     | 646.366     | 38,06 %     | 967.304    | 56,95 %    | 76,36 %           |
| Landkreis Changhua              | 1.035.507           | 35.060     | 4,59 %     | 291.835     | 38,24 %     | 436.336    | 57,17 %    | 74,70 %           |
| Landkreis Nantou                | 413.485             | 13.315     | 4,45 %     | 133.791     | 44,72 %     | 152.046    | 50,83 %    | 73,21 %           |
| Landkreis Yunlin                | 565.269             | 15.331     | 3,83 %     | 138.341     | 34,60 %     | 246.116    | 61,56 %    | 71,65 %           |
| Landkreis Chiayi                | 428.640             | 11.138     | 3,62 %     | 98.810      | 32,16 %     | 197.342    | 64,22 %    | 72,56 %           |
| Chiayi Stadt                    | 215.055             | 6.204      | 3,84 %     | 56.269      | 34,79 %     | 99.265     | 61,37 %    | 75,98 %           |
| Tainan Stadt                    | 1.556.845           | 41.075     | 3,52 %     | 339.702     | 29,10 %     | 786.426    | 67,38 %    | 75,77 %           |
| Kaohsiung Stadt                 | 2.299.558           | 55.309     | 3,14 %     | 610.896     | 34,63 %     | 1.097.621  | 62,23 %    | 77,44 %           |
| Landkreis Pingtung              | 688.793             | 14.021     | 2,74 %     | 179.353     | 35,10 %     | 317.676    | 62,16 %    | 74,92 %           |
| Landkreis Taitung               | 179.536             | 4.163      | 3,60 %     | 67.413      | 58,28 %     | 44.092     | 38,12 %    | 65,05 %           |
| Landkreis Hualien               | 269.558             | 6.869      | 3,71 %     | 111.834     | 60,38 %     | 66.509     | 35,91 %    | 69,48 %           |
| Penghu-Inseln                   | 88.432              | 2.583      | 5,07 %     | 20.911      | 41,08 %     | 27.410     | 53,85 %    | 58,29 %           |
| Kinmen                          | 120.721             | 1.636      | 3,41 %     | 35.948      | 74,83 %     | 10.456     | 21,77 %    | 40,14 %           |
| Matsu-Inseln                    | 10.939              | 188        | 3,04 %     | 4.776       | 77,16 %     | 1.226      | 19,81 %    | 57,34 %           |
| Quelle: Zentrale Wahlkommission |                     |            |            |             |             |            |            |                   |